# Owase
Owase (尾鷲市, Owase-shi) is een havenstad aan de Grote Oceaan in de prefectuur Mie in Japan. De oppervlakte van de stad is 193,163 km² en midden 2009 had de stad ruim 20.500 inwoners.
De kust bij Owase is een ría. De warme golfstroom gaat bij Owase van de kust af en in combinatie met de bergen maakt dit Owase met 4000mm/jaar tot een van de meest regenachtige plaatsen in Japan.

## Geschiedenis
Op 20 juni 1954 werd Owase een stad (shi) na samenvoeging van de gemeente Owase (尾鷲町, Owase-chō) met de dorpen Sugari (須賀利村, Sugari-mura), Kyuki (九鬼村, Kyuki-mura), Kitawanai (北輪内村, Kitawanai-mura) en Minamiwanai (南輪内村, Minamiwanai-mura).

## Economie
Visserij en bosbouw (vooral de Japanse cipres en ceder) vormen de basis voor de economie van Owase.
Daarnaast zijn mandarijnen en sake bekende producten uit Owase.

## Bezienswaardigheden
- Kumano Kodō Centrum toont de geschiedenis van de Kumano Kodō pelgrimsroute.
- Owase Jinja (尾鷲神社), bekend om de heilige, meer dan 1.000 jaar oude boom en de locatie van het jaarlijkse Ya Ya Matsuri (1-5 februari). Bij de ingang staan twee beelden van goden (金剛寺, Kongobuji).
- De vissersdorpen Sugari en Kyuki hebben hun historische charme behouden.

## Verkeer
Owase ligt aan de Kisei-hoofdlijn van de Central Japan Railway Company.
Owase ligt aan de Kisei-autosnelweg en de autowegen 42, 311 en 425.

## Stedenband
Owase heeft een stedenband met
- Prince Rupert, Canada, sinds 26 september 1968

## Aangrenzende steden
- Kumano

## Geboren in Owase
- Kazutsugi Nami (波 和二, Nami Kazutsugi), zakenman, betrokken in meerdere financiële fraudezaken.